# Delphyre reducta
Delphyre reducta är en fjärilsart som beskrevs av Max Wilhelm Karl Draudt 1915. Delphyre reducta ingår i släktet Delphyre och familjen björnspinnare. Inga underarter finns listade i Catalogue of Life.